# Port de Sviby
Le port de Sviby (estonien : Sviby sadam, code EE SVI ou port de Vormsi (estonien : Vormsi sadam) est un port à Sviby dans l'île de Vormsi en Estonie.

## Présentation
Les bateaux accueillis au port doivent avoirvles caractéristiques suivantes : longueur maximale 50,0 m,  largeur maximale 15,0 m, tirant d'eau maximal 3,2 m.
Le port est géré par l'AS Saarte Liinid. Le capitaine du port est Andrus Maide.

## Ligne Sviby – Rohuküla
Un service de traversiers assure la liaison entre le port de Sviby et le port de Rohuküla.

## Galerie

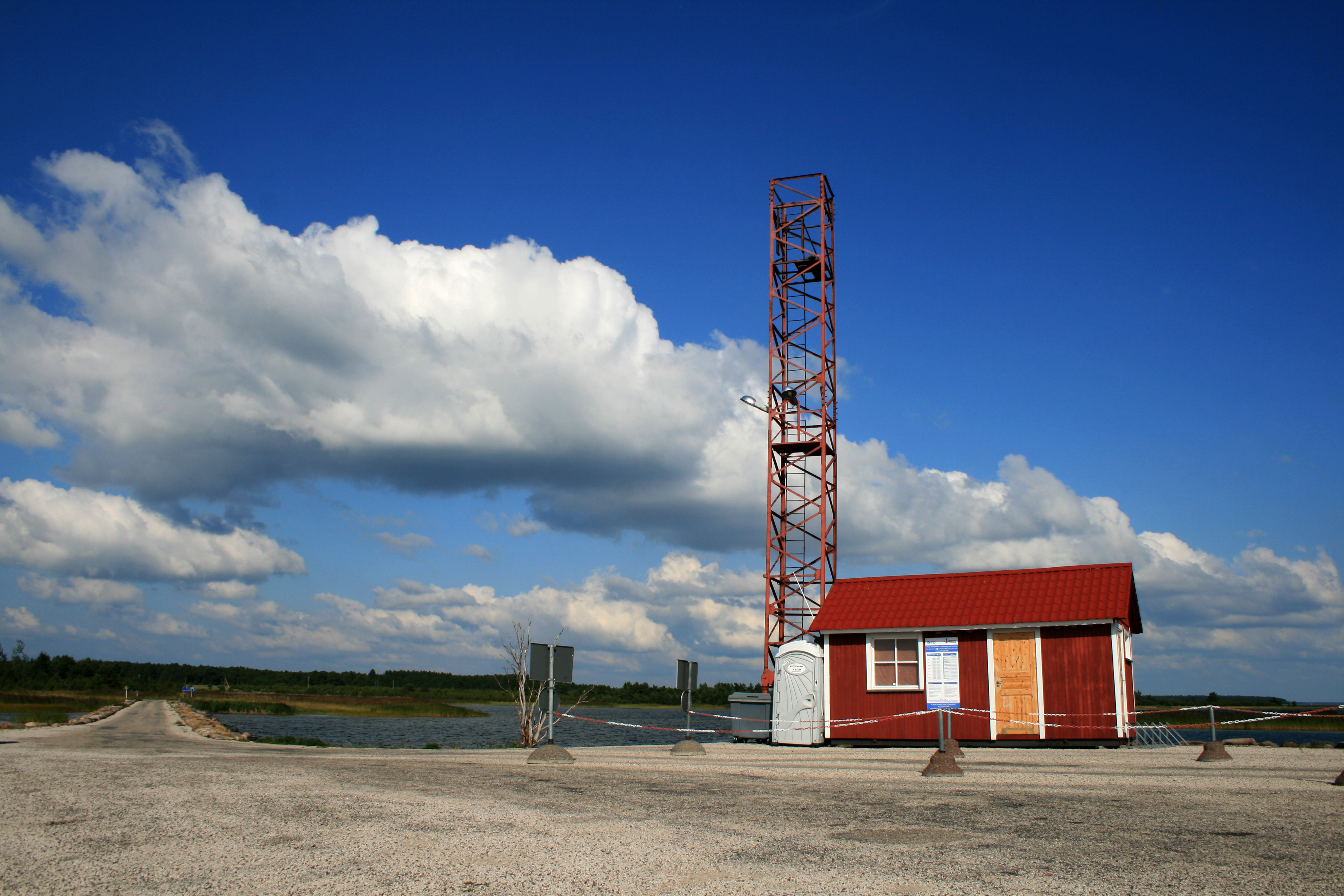